# Фортоња (Белуно)
Фортоња (итал. Fortogna) је насеље у Италији у округу Белуно, региону Венето.
Према процени из 2011. у насељу је живело 518 становника. Насеље се налази на надморској висини од 435 м.